# Wyżyna Drahańska
Wyżyna Drahańska (czes. Drahanská vrchovina) – mezoregion w obrębie Masywu Czeskiego, leżący we wschodniej części Wyżyny Czeskomorawskiej, w obrębie Wyżyny Brneńskiej, na Morawach.
Nazwa pochodzi od miejscowości Drahany.
Wyżyna Drahańska stanowi północną część Wyżyny Brneńskiej. Najwyższym wzniesieniem jest szczyt Skalky (735 m n.p.m.), leżący w jej wschodniej części, na Wyżynie Konickiej. Kras Morawski charakteryzuje się rozwojem rzeźby krasowej.
Na południowym zachodzie graniczy z Wyżyną Bobrawską (czes. Bobravská vrchovina), na zachodzie z Rowem Boskowickim (czes. Boskovická brázda), na północnym wschodzie z Wyżyną Zabrzeską (czes. Zábřežská vrchovina), na wschodzie i południowym wschodzie z Podkarpaciem Zachodnim (czes. Západní Vněkarpatské sníženiny) – Zapadliskiem Górnomorawskim (czes. Hornomoravský úval), Bramą Wyszkowską (czes. Vyškovská brána) i Zapadliskiem Dyjsko-Swrateckim (czes. Dyjsko-svratecký úval).
Leży w dorzeczu Dunaju.
Wyżyna Drahańska zbudowana jest głównie z paleozoicznych skał osadowych: dewońskich wapieni, karbońskich piaskowców, szarogłazów, zlepieńców, łupków. Wyżyna Adamowska utworzona jest w znacznej mierze z granitu i granodiorytu. W wielu miejscach występują miąższe osady czwartorzędowe.

## Podział
- Wyżyna Adamowska (czes. Adamovská vrchovina)
- Wyżyna Konicka (czes. Konická vrchovina)
- Kras Morawski (czes. Moravský kras)

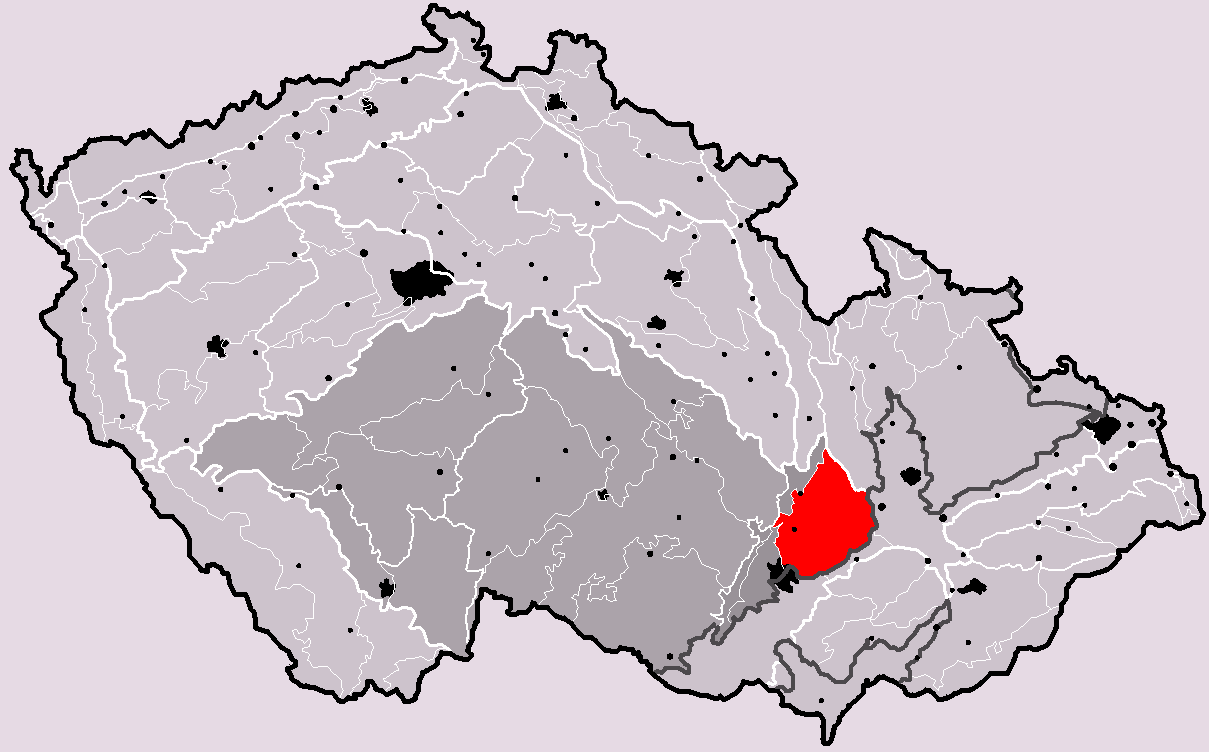
Położenie Rowu Boskowickiego